# Асфандьярова, Рафика Абдулхамитовна
Рафика Абдулхамитовна Асфандьярова (24 апреля 1928, Жестянка, Самарская губерния — 2003, Перелюбский район, Саратовская область) — птичница совхоза «Первомайский» Перелюбского района, Саратовской области, Герой Социалистического Труда (1971).

## Биография
Родилась 24 апреля 1928 года в селе Жестянка Пугачёвского уезда (ныне Пугачёвского района Саратовской области), в крестьянской семье. По национальности башкирка.
В 1932 году вместе с семьёй переехала в село Кузябаево Саратовской области. Из-за начавшейся Великой Отечественной войны не окончила школу, вместе с матерью работала в совхозе «Первомайский» чабаном. Во время зимней метели спасла отару овец, за что награждена часами.
С 1959 году в хуторе Зелёный (бывший Дохлов) работала птичницей на птицеферме, по итогам работы в семилетке (1959—1965) была награждена орденом Трудового Красного Знамени. Несколько раз участвовала в Выставке достижений народного хозяйства (ВДНХ) СССР.
Указом Президиума Верховного Совета СССР от 8 апреля 1971 года «за выдающиеся успехи, достигнутые в развитии сельскохозяйственного производства и выполнении пятилетнего плана продажи государству продуктов земледелия и животноводства» удостоена звания Героя Социалистического Труда с вручением ордена Ленина и золотой медали «Серп и Молот».
После закрытия птицефермы переехала в посёлок Калинин Перелюбского района, где до выхода на заслуженный отдых работала телятницей.
Умерла в 2003 году, похоронена на кладбище хутора Кунакбаев.
Почётный гражданин Перелюбского района. Награждена орденами Ленина (08.04.1971), Трудового Красного Знамени (22.03.1966), медалями, а также 5 медалями ВДНХ СССР. В хуторе Стерликов одна из улиц названа в её честь.